# T-Slam
T-Slam (hebräisch תיסלם) ist eine israelische Rockband.

## Bandgeschichte
T-Slam begann ursprünglich ab 1978 unter der Zusammenarbeit zwischen dem Sänger Danni Bassan, den Gitarristen Izhar Ashdot und dem Schlagzeuger Yair Nitzani. Als 1981 der Gitarrist Yoshi Sadeh hinzukam, wurde mit Tnu Li Rokenrol der erste Song und mit Radio Hazak das erste Album aufgenommen. 1982 kamen Sami Avzardel und Tsoof Philosof zur Band, und mit Tislam2 wurde das zweite Album aufgenommen. Bereits nach einem weiteren Jahr wurde nach der Veröffentlichung des dritten Albums, LeAsfanim Bilvad, nach einem Auftritt am 23. Oktober 1983 in Be’er Scheva verkündet, dass die Band sich trennen würde.
Nach der Trennung strebten alle sechs Mitglieder eine Solokarriere an. So veröffentlichte der Leadsänger Danni Bassan drei Soloalben. Tsoof Philosof wurde ein Studiomusiker und spielte in mehreren Bands mit. Yoshi Sadeh verbrachte einige Jahre in den USA und Sammy Avzardel gründete seine eigene Band. Yair Nitzani und Izhar Ashdot wurden Musikproduzenten. 1990 versammelte sich die Band, um mit Nagnu Achshav sowie zwei weiteren neuen Songs eine Comeback-Tour zu machen. Seitdem absolvierte T-Slam vereinzelte Auftritte, darunter 1994 bei der Eröffnung des Hard Rock Cafe in Tel Aviv-Jaffa sowie einer weiteren Comeback-Tour, die aus einem vereinzelten Auftritt im Tel Aviver Barbi Club resultierte.

## Diskografie

### Alben
- 1981: Radio Hazak (Loud Radio, רדיו חזק)
- 1982: Tislam2 (T-Slam2, תיסלם2)
- 1983: LeAsfanim Bilvad (For Collectors Only, לאספנים בלבד)

### Kompilationen
- 1990: Nagnu Achshav (Play Now, נגנו עכשיו)
- 2009: למתחילים, למתקדמים ולאספנים בלבד

### Live-Alben
- 2003: Or Shel Kohavim (Light of the Stars, אור של כוכבים)
- 2015: תיסלם והסימפונית

### Singles (Auswahl)
- 1981: רדיו חזק
- 1981: לראות אותה היום
- 1990: יש לך אותי